# Stazione di Cugliate-Fabiasco
La stazione di Cugliate-Fabiasco era una stazione ferroviaria posta sulla linea Ghirla-Ponte Tresa. Serviva il centro abitato di Cugliate-Fabiasco.